# Список супов

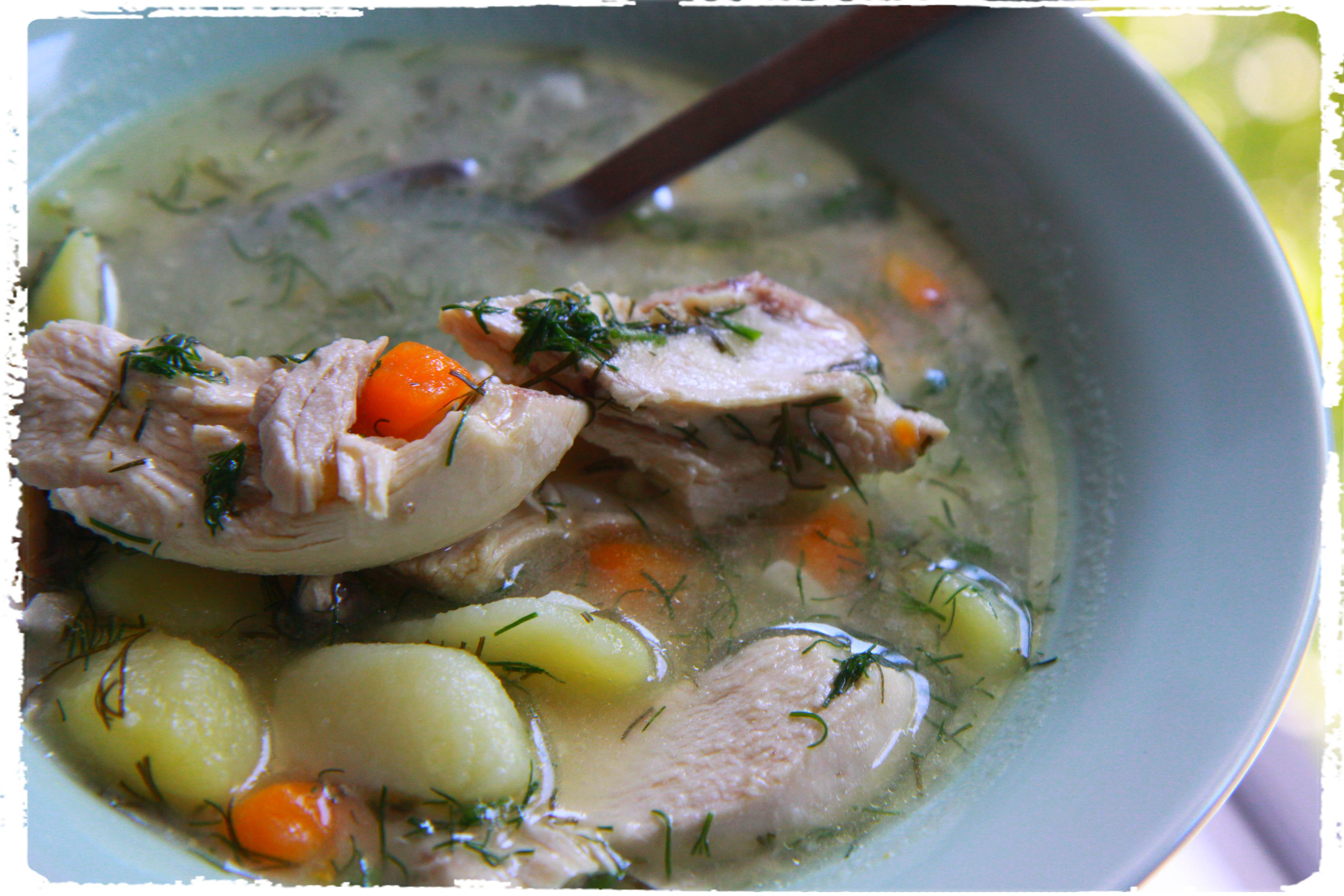
Куриный суп

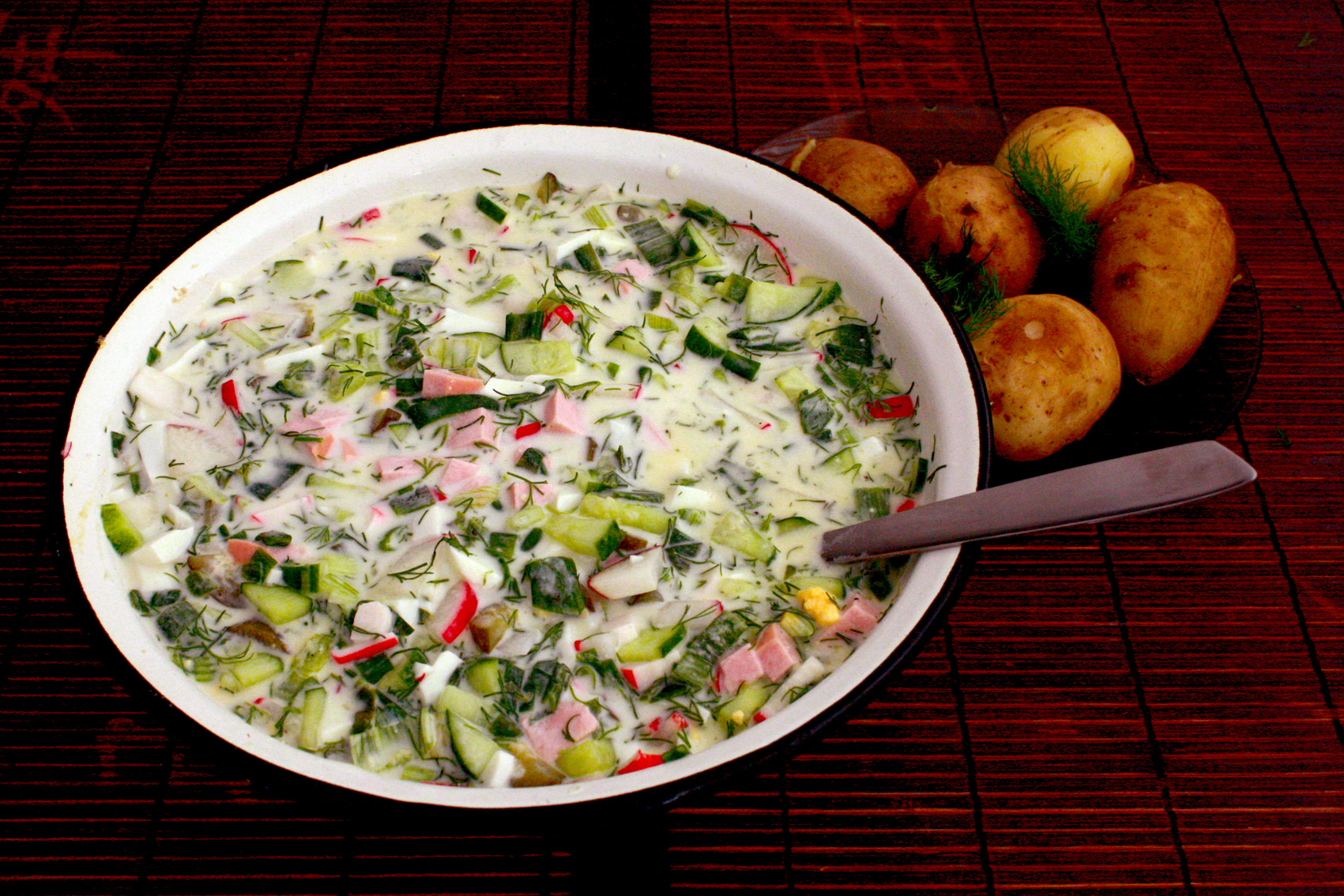
Миска с окрошкой

Это список супов. Супы известны с древнейших времен. Около 1300 года Хю, повар при дворе Хубилай-хана, составил коллекцию рецептов (в основном супов) и сборник советов под названием «важные вещи что надо знать о питье и еде».

## Супы
| Название                              | Изображение | Происхождение                               | Тип                                  | заметки |
| ------------------------------------- | ----------- | ------------------------------------------- | ------------------------------------ | --- |
| Ахиако                                |             | Колумбия                                    | густой                               | В столице Колумбии Боготе ахиако в основном готовят из курицы, трёх сортов картофеля (один из которых очень хорошо разваривается) и из травы галинзога мелкоцветковая (называемой местными «гуаскос»). На Кубе это тушёное блюдо из говядины, свинины, курицы, овощей а также с разными клубнеплодами и корнеплодами. Считается, что название происходит от одного из испанских названий перца «aji» — блюдо и вправду острое. |
| Аквакотта                             |             | Италия (Тоскана)                            | густой                               | Изначально крестьянская пища, исторически основные ингредиенты: вода, чёрствый хлеб, лук, томаты, оливковое масло и любые сподручные овощи и обрезки мяса. Блюдо считается одним из древних. |
| Анэли Кызлы                           |             | Турция                                      | густой                               | Булгур, мясные шарики и нут; часто подаётся с соусом из йогурта. |
| Арахисовый суп                        |             |                                             |                                      | Суп из арахиса. |
| Авголемоно                            |             | Греция                                      | потаж                                | Куриный бульон, рис, ризони и лимон, сгущённые осторожно введёнными яйцами (чтобы не свернулись). |
| Бак Кут Те                            |             | Сингапур                                    | травяной                             | Состоит из мясистых свиных рёбрышек в сложном отваре из трав и специй: аниса, корицы, гвоздики, женьшеня, семян фенхеля и чеснока, варившихся несколько часов. |
| Беконный суп                          |             | Европа                                      | густой                               | Бекон, овощи и загуститель. На изображении беконный суп с сельдереем. |
| Бергенский рыбный суп                 |             | Норвегия                                    | рыбный                               | Белая рыба (пикша, палтус, треска) и разнообразные овощи в густых сливках. |
| Бинигнайт                             |             | Филиппины                                   | десертный суп                        | Кокосовое молоко, фрукты и тапиока; подаётся горячим, но иногда охлаждённым. |
| Борщ                                  |             | Украина                                     | густой                               | Капуста и свёкла с мясом и разными овощами в мясном бульоне. Один из немногих супов, подающихся и горячим и холодным. Национальное украинское блюдо. |
| Буйабес                               |             | Франция                                     | рыбный                               | Рыбный суп |
| Буйон                                 |             | Гаити                                       |                                      | Кусочки мяса, картофель, кусочки плантана, ямса, ламинарии, капусты и сельдерея. Традиционно готовится по субботам. |
| Бурый виндзорский суп                 |             | Англия                                      | густой                               | Баранина или говядина, пастернак, морковь, лук-порей, букет гарни, мадера; популярно со времён викторианской эпохи. |
| Буридда                               |             | Италия (Лигурия)                            | густой                               | Суп с морепродуктами или тушёное блюдо |
| Винный суп                            |             | Венгрия                                     | суп-напиток                          | |
| Вишнёвый суп                          |             | Венгрия                                     | холодный                             | Вишни со сметаной. |
| Вишисуаз                              |             | США (франко-американцы)                     | холодный                             | Луковый суп-пюре. Суп готовится из различных сортов лука, прежде всего лука-порея, который слегка поджаривается вместе с картофелем в сливочном масле, затем овощи тушатся в курином бульоне. Наконец, суп взбивается вместе со сливками до состояния пюре. Как правило, блюдо подаётся холодным, поскольку считается, что его предпочтительнее есть летом в палящую жару. |
| Ватерзой                              |             | Бельгия                                     | рыбный                               | Классическая бельгийская похлёбка, традиционное блюдо Фландрии. Иногда также используется название «Gentse Waterzooi» (гентский ватерзой), которое указывает на происхождение блюда. |
| Гороховый суп                         |             | Древность                                   | густой                               | Сушёный горох в данном супе основной ингредиент. С разными вариациями встречается во множестве культур. Может быть как желтоватой текстуры, так и серо-зелёной, в зависимости от сортов гороха в местности. |
| Говяжий суп с лапшой                  |             | Восточная Азия                              | суп с лапшой                         | Тушёная или частично потушенная говядина, говяжий бульон, овощи и китайская лапша. В разных формах встречается по всей восточной и юго-восточной Азии и пользуется популярностью как китайский или тайваньский суп с лапшой. |
| Гармуджа                              |             | Италия (Лукка, Тоскана, Центральная Италия) | густой                               | Основные ингредиенты: куриный или овощной бульон, спаржа, артишоки, бобы, горох, лук и мясо, например панчетта и телятина. |
| Гаспачо                               |             | Испания                                     | холодный суп                         | Пюре из помидоров и овощей |
| Гамбо                                 |             | США (Луизиана)                              | густой                               | Блюдо американской кухни, распространённое в штате Луизиана. Представляет собой густой суп со специями, похожий по консистенции на рагу. В состав гамбо входят: овощи (помидоры, окра, лук, сладкий перец), мясо, курица, колбасы, ветчина или морепродукты (креветки, крабы или устрицы). |
| Горячий и кислый суп                  |             | Азия                                        | густой                               | Супы из нескольких азиатских культурных традиций. Во всех случаях суп содержит ингредиенты, делающие его пряно-кислым. |
| Гуляш                                 |             | Венгрия                                     | густой                               | Национальное блюдо венгров: кусочки говядины или телятины, тушенные с копчёным шпиком, луком, перцем (паприкой) и картофелем. Блюдо относится к категории густых супов. Изначально суп с различными добавками был традиционной едой венгерских пастухов и готовился в котлах на костре. |
| Даси                                  |             | Япония                                      | холодный                             | Осветлённый рыбный бульон, готовящийся с комбу (морской водорослью) и кацуобуси (кусочки сушёно-копчёного тунца). Даси нередко используется как основа для мисосиру и других японских супов. |
| Джинатан                              |             | Филиппины                                   | густой                               | Метод приготовления включает в себя использование кокосового молока. Джинатаном на Филиппинах называют несколько разных блюд. |
| Джинестрата                           |             | Италия (Тоскана, Северная Италия)           | прозрачный суп                       | Жидкий, слегка приправленный суп на яичной основе из куриного бульона, яичных желтков и с марсалой или белым вином. |
| Джуму                                 |             | Гаити                                       | густой                               | Пряный тыквенный суп с кусочками говядины, картофеля, бананов и овощей: сельдерей, морковь, петрушка, лук и капуста. Его едят каждое первое января — в честь Гаитянской независимости в 1804 году. |
| Жёлтый гороховый суп                  |             | Канада                                      | густой                               | Гороховый суп, известный от французских поселенцев Канады. Также зовётся «Франко-Канадским гороховым супом». |
| Жур                                   |             | Польша, Белоруссия                          |                                      | Оригинальное национальное блюдо, входящее в состав польской и белорусской кухонь. Был известен у славянских народов ещё со времен Владимира Мономаха и представлял собой похлебку из овсяной муки. |
| Капустница                            |             | Польша Словакия Украина                     | густой                               | Квашеная капуста, мясо |
| Кальдильо де перро                    |             | Испания (южная)                             |                                      | Морепродукты, хек, чеснок, оливковое масло, лимоны и померанец. Принято подавать с кислым апельсиновым соком. |
| Калду верде                           |             | Португалия                                  | густой                               | Картофель, тонко нарезанная кале и ломтики чоризо, добавляемые после подачи. |
| Каллалу                               |             | Вест-Индия                                  | густая похлёбка                      | Листики таро или другой лиственной зелени, обычно со свининой или крабовым мясом. Зелень, добавляемая в каллалу, разнится от острова к острову в зависимости от наличия. |
| Каменный суп (порт. sopa de pedra)    |             | Португалия.                                 | густой                               | Свинина (например чоризо и бекон), красная фасоль и кориандр. |
| Канжа де галинья                      |             | Португалия                                  | густой                               | Курица, паста и лимон |
| Карповый суп                          |             | Чехия                                       | рыбный                               | Голова карпа и субпродукты, лук и прочие овощи. В Чехии традиционно подаётся на рождественский ужин. |
| Касуэла                               |             | Испания                                     | густой                               | Бульон, рис, картофель, кабачки или тыква, кукуруза, курица или говядина. Готовится в Южной Америке и Испании. На фото — эквадорская касуэла. |
| Каштановый суп                        |             | Франция                                     | суп-биск                             | Каштаны — основной ингредиент. |
| Куриный суп                           |             |                                             |                                      | Готовится из курятины на медленном огне с разными другими ингредиентами. На фото — китайский куриный суп с кукурузой и грибами. |
| Куриная лапша                         |             |                                             | суп с лапшой                         | Курица, овощи, лапша, например, яичная. |
| Кислый суп (рыбный суп)               |             | Вьетнам                                     | рыбный                               | Рис, рыба, разные овощи и в некоторых случаях ананас. Этим термином также называется масса супов разных национальных кухонь. |
| Манхэттенский клэм-чаудер             |             | США (Род-Айленд)                            | густой                               | Клэм-чаудер на томатной основе. |
| Мэрилендский крабовый суп             |             | США (Мэриленд)                              | чаудер                               | Овощи, голубой краб, а также смесь специй и пряностей «Old Bay Seasoning» в томатной основе. |
| Минестроне                            |             | Италия                                      | густой                               | Блюдо итальянской кухни, лёгкий суп из сезонных овощей, иногда с добавлением пасты или риса. Минестроне — одно из наиболее распространённых в Италии блюд. |
| Мисосиру                              |             | Япония                                      | на основе ферментированных продуктов | Блюдо японской кухни, суп с растворённой в нём пастой мисо. В состав супа включается множество второстепенных ингредиентов, их набор зависит от региона и сезона. |
| Миёккук                               |             | Корея                                       | густой                               | Суп с морскими водорослями. |
| Моинг-га                              |             | Мьянма                                      | рыбный                               | В состав входят: нут и/или дроблёный обжаренный рис, чеснок, лук, лемонграсс, стебель бананового дерева, имбирь, рыбная паста, рыбный соус и сом в наваристом бульоне. Подаётся с рисовой вермишелью. |
| Маллиган стью                         |             | США                                         | густой                               | Импровизированный суп-рагу, обычно готовящийся из всех доступных ингредиентов. |
| Маллигатони                           |             | Англия                                      | густой                               | Мясо, овощи и специи. Базируется на индийском рецепте соуса. |
| Нэнмён                                |             | Корея                                       | холодный суп                         | В корейской кухне холодное куксу (лапша) с водой, разбавленной с соевым соусом и горчицей. Также содержит овощи, яйцо и отварное мясо. Название переводится с корейского языка как «холодная лапша». |
| Нанг Мен                              |             | Корея                                       | суп с лапшой                         | Традиционный суп с лапшой |
| Каллен скинк                          |             | Шотландия                                   | рыбный                               | Копчёная пикша, картофель, лук и сливки. |
| Карри ми                              |             | Малайзия                                    | суп с лапшой                         | Тонкая жёлтая лапша и/или ми-хун (рисовая вермишель) с острым соусом карри, перец-чили/самбал, кокосовое молоко, и по желанию сушёное тофу, креветки, каракатицы, курица, яйца, листки мяты и сердцевидки (моллюски). |
| Консоме                               |             | Франция                                     | прозрачный суп                       | Консоме (от фр. Con-sommer — долго варить) представляет собой крепкий, сильно уваренный осветлённый мясной бульон. Консоме готовят из говядины, телятины, а также из куриного мяса. Часто консоме является «двойным» бульоном, что означает, что вначале был сварен бульон на кости, в котором затем было отварено уже мясо (кусочки или фарш). Подаётся с мясными пирожками и зеленью. |
| Кокки-ликки                           |             | Шотландия                                   | густой                               | Суп из лука-порея, курицы и картофеля. |
| Корн-чаудер                           |             | США (Новая Англия)                          | крем-суп                             | Напоминает ново-английский клэм-чаудер, с кукурузой вместо моллюсков. Густой кремовый суп с кукурузой, картофелем и беконом на курином бульоне — жирный, сытный и домашний. |
| Кугигугсё                             |             | Южная Корея (Чеджудо)                       |                                      | Суп из свинины с лапшой. |
| Комкук                                |             | Корея                                       | густой                               | Готовится из говяжьих рёбер, хвоста, корейки, головы и костей продолжительным вывариванием на медленном огне. Бульон комкука имеет молочно-белый цвет и насыщенный вкус. |
| Кук (см. Тхан)                        |             | Корея                                       | густой                               | Тхан (탕) или кук (국) — это разновидность блюд корейской кухни. Хотя «кук» часто группируют с «тхан», строго говоря, это разные блюда: кук более жидкий и чаще подаётся дома, а тхан более густой и был придуман как ресторанная еда. |
| Исленск Кьйотсупа                     |             | Исландия                                    | густой                               | Суп с бараниной и овощами. |
| Квати                                 |             | Непал                                       | густой                               | Суп из девяти типов бобовых: урда, маша, нута, фасоли, сои, гороха полевого, гороха посевного, коровьего гороха, рисовой фасоли. |
| Крабовый суп                          |             | США (Чарлстон (Южная Каролина)              | чаудер                               | Мясо голубого краба и крабовая икра |
| Креветочный суп                       |             | Франция                                     | суп-биск                             | Креветки как основа |
| Крабовый суп                          |             | Франция                                     | раковый суп                          | Мясо краба и жирные сливки |
| Кальдеретта, она же рагу из лобстеров |             | Франция                                     | суп-биск                             | Суп-пюре или бульон с кусочками северо-атлантического омара (лобстера). |
| Лакса                                 |             | Малайзия                                    | суп с лапшой                         | Блюдо перанаканской кухни, распространённое в Малайзии, Сингапуре и Индонезии и представляющее собой острый суп с лапшой. |
| Лагман                                |             | Узбекистан                                  | густой                               | Популярное среднеазиатское национальное блюдо уйгуров и дунган, проживающих в Казахстане, Киргизии и Китае (Синьцзян), китайцев, особенно в провинциях Ганьсу и Цинхай, а также узбеков. Лагман готовится из мяса (преимущественно баранины), овощей и тянутой длинной лапши. |
| Менудо                                |             | Мексика                                     | густой                               | Требуха, нога телёнка, перцы чили, мамалыга и специи. |
| Крем Нинон                            |             | Франция                                     |                                      | Базируется на густом бульоне с плотным пюре из зелёного гороха с шампанским. |
| Огуречный суп                         |             | Польша                                      | холодный суп                         | Огуречный суп известен во множестве кухонь. |
| Овощной суп                           |             |                                             | прозрачный суп                       | Овощи — основной ингредиент |
| Панада                                |             | Европа                                      | потаж                                | Хлебный суп с хлебными обрезками, яйцами, говяжьим бульоном с сыром пармезан. |
| Паста э Фаджоли                       |             | Италия                                      | суп с лапшой                         | Куриный бульон, макаронные изделия и овощи. |
| Пивной суп                            |             | Европа                                      | суп-напиток                          | Рецепт известен со средневековья и заключается в использовании подогретого пива и кусочков хлеба с вариациями из разных ингредиентов. |
| Позоле                                |             | Мексика                                     | густой                               | Свинина или курятина в бульоне, мамалыга, лук, чеснок, сушёные чили и кинза — основные ингредиенты. |
| Псаросупа                             |             | Греция                                      | рыбный                               | Оливковое масло и лимонный сок, овощи, рис и морская рыба. |
| Рамэн                                 |             | Япония                                      | суп с лапшой                         | Японское блюдо с пшеничной лапшой. Фактически представляет собой фастфуд: недорогое, обладает большой энергетической ценностью и хорошим вкусом. Считается блюдом китайской, корейской и японской кухни. |
| Расам                                 |             | Индия (южная)                               | потаж                                | В индийской кухне — овощной суп. |
| Рассольник                            |             | Россия                                      | густой                               | Блюдо русской кухни, суп, основной гарнирной частью которого являются солёные огурцы, также может добавляться огуречный рассол. |
| Саймин                                |             | США (Гавайи)                                | суп с лапшой                         | Свежая, мягкая, невысушенная яичная лапша в бульоне из скумбрии или креветок с веяниями китайской, японской, филиппинской, гавайской, корейской и португальской кухонь. |
| Сальморехо                            |             | Испания                                     | холодный                             | Холодный суп-пюре из томатов и хлеба, родом из андалусской Кордовы. Сальморехо делают из томатов, хлеба, масла, чеснока и уксуса. Томаты обычно очищают от кожицы и протирают вместе с другими ингредиентами. Суп подаётся холодным с нарезанным «горным хамоном» и варёными яйцами. |
| Самгетхан                             |             | Корея                                       | густой                               | Суп из курицы и женьшеня, готовящийся с клейким рисом, жужубой, каштанами, чесноком и имбирём. |
| Саюр-асем                             |             | Индонезия                                   | холодный                             | Овощной кисловато-пряный суп |
| Саюр-тумпан                           |             | Индонезия (Ява)                             | ферментированный                     | Темпе, перец-чили и индонезийские приправы. |
| Свадебный суп                         |             | США (Итало-американцы)                      | прозрачный суп                       | Зелёные овощи, мясо, куриный бульон. |
| Спаржевый суп                         |             |                                             | суп-пюре                             | |
| Суп из гнёзд                          |             | Китай                                       | желеобразный                         | Съедобные птичьи гнёзда, дорогой деликатес, ценящийся за необычную структуру. |
| Суп-пюре из яблок                     |             |                                             | суп-пюре                             | |
| Суп с клёцками из мацы                |             | Евреи (Ашкеназы)                            | густой                               | Основное блюдо в праздник песах. |
| Суп из дыни                           |             |                                             |                                      | Суп, готовящийся из дыни как основного ингредиента. |
| Суп Алла-Канавезе                     |             | Италия                                      |                                      | Бульон, томатное пюре, масло, морковь, сельдерей, лук, цветная капуста, беконный жир, пармезан, петрушка, шалфей, соль и перец чёрный. |
| Суп-пюре из брокколи                  |             |                                             | суп-пюре                             | Брокколи, бульон и молоко или сливки как основные ингредиенты. |
| Суп-пюре из сельдерея                 |             |                                             | суп-пюре                             | |
| Суп-пюре из курицы                    |             |                                             | суп-пюре                             | |
| Суп-пюре из картофеля                 |             |                                             | суп-пюре                             | |
| Суп-пюре из томатов                   |             |                                             | суп-пюре                             | |
| Суп-пюре из краба                     |             | Франция                                     | раковый суп                          | На фото — мэрилендский суп-пюре из крабов. |
| Суп-пюре грибной                      |             |                                             | суп-пюре                             | |
| Суп-пюре из шпината                   |             |                                             | суп-пюре                             | |
| Утиный суп с лапшой                   |             | Малайзия                                    | суп с лапшой                         | Горячий суп с утиным мясом, разными травами и лапшой. |
| Суп с яичными хлопьями                |             | Китай                                       | суп с лапшой                         | Прозрачный суп с яичными хлопьями. |
| Суп Би-Хун                            |             | Сингапур                                    | рыба/морепродукты                    | Суп из морепродуктов |
| Рыбный суп, фисксоппа                 |             |                                             | прозрачный суп                       | |
| Суп из козьего мяса с перцем          |             | Нигерия                                     |                                      | Общие ингредиенты: козлятина, раки, африканский перец (также зовется «энге») и мускатный орех. |
| Суп из лука-порея                     |             | Уэльс                                       | густой                               | Лук-порей и картофель. В Уэльсе популярен в день святого Давида. |
| Суп из латука                         |             |                                             |                                      | Латук — основной ингредиент. |
| Суп из омаров                         |             | Франция                                     |                                      | Омар, густые сливки и херес |
| Суп из пениса тигра                   |             | Китай                                       |                                      | Пенис тигра в Китае считается лекарственным афродизиаком, хотя это не подтверждено научными данными. |
| Лог-Лог                               |             | Филиппины                                   | суп с лапшой                         | Суп с яичной лапшой (региональные вариации зовутся киналас, батсой) |
| Калакейтто                            |             | Финляндия                                   | рыбный                               | Карельское и финское национальное блюдо, традиционный финский и карельский суп, может встречаться название молочная уха. |
| Лян-Фанг                              |             | Китай                                       | рыбный или мясной                    | Суп из го-рё (собачьего мяса) либо морепродуктов с лимоном, перцем чили и китайскими овощами. |
| Макку                                 |             | Италия (Сицилия)                            | густой                               | Основной ингредиент: бобы |
| Суп из крапивы                        |             | Древность                                   | густой                               | Для супа используют нежные побеги крапивы. Суп популярен в Скандинавии и Восточной Европе. |
| Павийский суп                         |             | Италия                                      | прозрачный суп                       | Состоит из бульона с жареными ломтиками хлеба и яйцами пашот. Обычно подаётся с тёртым сыром. |
| Новоанглийский клэм-чаудер            |             | США (Новая Англия)                          | чаудер                               | Бекон, мирпуа, сок моллюска и густые сливки, а также картофель и нарезанные моллюски. |
| Суп из бамии                          |             |                                             |                                      | Бамия |
| Окрошка                               |             | Россия Украина                              | холодный суп                         | Традиционное блюдо национальной русской кухни. |
| Суп из бычьих хвостов                 |             |                                             | густой                               | Суп готовится из бычьих хвостов. Известны по крайней мере пять несвязанных друг с другом супов: Традиционное корейское блюдо, китайское блюдо, больше похожее на мясное рагу, жаренные или прошедшие через гриль хвосты в комбинации с суповой основой, популярны в Индонезии, где зовутся соп бунтут. Этническое блюдо американского юга, известное ещё до начала войны за независимость, и густой с богатым вкусом суп, напоминающий соус — популярный в Англии, начиная с XVIII века. Креольский суп из бычьих хвостов готовится на томатной основе с бычьими хвостами, картофелем, зелёной фасолью, кукурузой, мирпуа, чесноком, а также с травами и специями. В Германии есть множество вариаций супа из бычьих хвостов (зовущихся Оксеншлеппсуппе), обычно включающие бычий хвост, разные корнеплоды, травы, а также херес или мадеру. |
| Суп из пальмового ореха               |             |                                             |                                      | Пальмовое ядро как главный ингредиент. |
| Суп из индейки                        |             | США, Канада                                 | густой                               | Мясо и бульон из индейки, овощи (обычно лук, морковь и сельдерей), широкая яичная лапша или рис. |
| Суп из свиной крови                   |             | Таиланд                                     |                                      | Тайская и китайская кухни, употреблялся ещё рабочими в Кайфыне «более тысячи лет назад». |
| Суп Румфорда                          |             | Германия (Мюнхен, Бавария)                  | потаж                                | Простой суп, готовящийся из ячменя или ячменной муки и гороха как основных ингредиентов, позиционировался как суп для бедных людей. |
| Шотландский перловый суп              |             | Шотландия                                   | потаж                                | Баранина, перловая крупа и разные овощи. |
| Суп из акульих плавников              |             | Китай                                       | желеобразный                         | Суп из акульих плавников — блюдо китайской кухни, традиционно подаваемое по специальным случаям, таким как свадьбы или банкеты. |
| Суп из нарезной рыбы                  |             | Сингапур                                    | рыбный                               | Рыба, креветки и овощи. |
| Снерт                                 |             | Нидерланды                                  | густой                               | Гороховый суп, который едят преимущественно зимой; подаётся с нарезанными колбасками. |
| Солянка                               |             | Россия                                      | густой                               | Блюдо русской кухни, суп на крутом мясном, рыбном или грибном бульоне с острыми приправами. |
| Сопа де Гато                          |             | Испания (южная)                             |                                      | Простой суп, включающий в себя хлеб, масло, чеснок, соль. |
| Сото                                  |             | Индонезия                                   | густой                               | Густой суп, базирующийся на разных пряных пастах, бульонах и иногда кокосовом молоке. К сото нередко идут разные гарниры — бобовые ростки, самбал, крекеры, оладьи и иногда лапша. |
| Сото Аям                              |             | Индонезия                                   | суп с лапшой                         | Пряный суп с куриным мясом, разобранным на волокна, лапшой и разными гарнирами: бобовыми ростками, варёными яйцами, зелёным луком, жареными хлопьями лука, соусом чили, рисовыми лепешками и картофельными оладьями. |
| Суп из зимней тыквы                   |             | Китай                                       | густой                               | Восковая тыква, наполненная обычно куриным бульоном, овощами и мясом (готовившимися на пару несколько часов). |
| Суп-Сквош                             |             | Франция                                     | суп-биск                             | |
| Соп Камбин                            |             | Малайзия и Индонезия                        | густой                               | Козлятина, томаты, сельдерей, зелёный лук, имбирь, листья свечного дерева или лайма, бульон, жёлтый по цвету. |
| Страчателла                           |             | Италия                                      | прозрачный суп                       | Итальянский суп, состоящий из мясного бульона и хлопьев из яичной смеси. |
| Суп Тако                              |             |                                             | густой                               | Ингредиенты используются почти такие же, как и в тако: говяжий фарш, томаты, нарезанный зелёный чили, оливы, лук, кукуруза, бобы и специи для тако. Вегетарианская версия объединяет в себе другие ингредиенты с бобами, исключая говяжий фарш. |
| Суп фуфу                              |             | Нигерия                                     | густой                               | Овощи, мясо, рыба и шарики из семян. |
| Суп фуфу с арахисом                   |             | Африка                                      | густой                               | Готовится из арахиса, популярен в африканской кухне. На изображении — арахисовый суп с фуфу. |
| Танг Фен                              |             | Китай                                       | суп с лапшой                         | Рисовая лапша в бульоне, обычно говяжьем или курином. |
| Танг Мьян                             |             | Китай                                       | суп с лапшой                         | Яичная лапша в бульоне, обычно говяжьем или курином. |
| Таратор                               |             | Болгария                                    | холодный                             | Холодный суп, популярный в летнее время в Болгарии и Македонии. Обычно подаётся перед вторыми блюдами или одновременно со вторым блюдом (иногда в стакане, если жидкий). Основные компоненты: кислое молоко (несладкий жидкий йогурт), огурцы, чеснок, грецкий орех, укроп, растительное (часто оливковое) масло, вода, соль, специи. |
| Тархана                               |             | Турция                                      | густой                               | Ферментированное зерно и молочные продукты |
| Тинола                                |             | Филиппины                                   | потаж                                | Курица и нарезанная зелёная папайя. |
| Томатный суп                          |             |                                             | суп-пюре                             | Основной ингредиент — томаты; может быть добавлен базилик. |
| Том-ям                                |             | Таиланд                                     | густой                               | Кисло-острый суп на основе куриного бульона с креветками, курицей, рыбой или другими морепродуктами. Национальное блюдо Лаоса и Таиланда. Также употребляется в соседних странах: в Малайзии, Сингапуре и Индонезии. |
| Ттоккук                               |             | Корея                                       | густой                               | Блюдо корейской кухни, суп с клёцками «тток». В Корее его обычно едят на Новый год. В ттоккук два ингредиента — подливка (кук) и тонко нарезанные рисовые лепёшки тток. Считается, что есть ттоккук — хорошее предзнаменование, а чашка ттоккука продлевает жизнь на год. В ттоккук часто добавляют нарезанное варёное яйцо, маринованное мясо и ким. |
| Тыквенный суп                         |             | Северная Америка                            | крем-суп                             | В этот крем-суп из тыквы может входить немного зелёного перца (итальянского), красный перец, лук, соль и немного масла. Сверху суп украшают рукколой. |
| Уха                                   |             | Россия Украина                              | рыбный                               | Русское национальное жидкое блюдо, разновидность супа. Готовится из одного или нескольких видов рыбы. Нередко сочетают рыбу морскую и речную, в супе больший объём занимает рыба, нежели овощи. |
| Халасле                               |             | Венгрия                                     | рыбный                               | Горячий и пряный суп из речной рыбы с большим количеством паприки. |
| Этрог                                 |             | Евреи (Ашкеназы)                            | десертный                            | Суп из цитрусовых, используемый в ритуале на празднике суккот. |
| Эзогелин                              |             | Турция                                      | густой                               | Суп из красной чечевицы, булгура, лука, чеснока, соли, оливкового масла, чёрного перца, острого перца и мяты. |
| Фанеска                               |             | Эквадор                                     | рыбный                               | Суп из трески |
| Французский луковый суп               |             | Франция                                     | потаж                                | Насыщенный бульон с луком и говядиной. Часто подаётся с гренками или растопленным сверху сыром, который покрывает коркой чашу. |
| Фруктсоппа                            |             | Швеция                                      | десертный                            | Как правило, готовится из сухофруктов (изюм, чернослив и т. п.), служит десертным блюдом и подаётся холодным. |
| Фуме                                  |             | Франция                                     | прозрачный суп                       | Рыбный бульон нередко концентрируется и используется в качестве соусной основы, часто готовится из рыбьей головы и костей. |
| Филадельфийский перечный горшок       |             | США (Филадельфия)                           | густой                               | Суп из говяжьей требухи и перца. |
| Фо                                    |             | Вьетнам                                     | суп с лапшой                         | Блюдо вьетнамской кухни, суп с лапшой, в который при сервировке добавляют говядину или курятину, иногда кусочки жареной рыбы или рыбные шарики. |
| Чечевичный суп                        |             | Древность                                   | густой                               | Красная, зелёная или коричневая чечевица. Суп встречается на Среднем Востоке и Средиземноморье. |
| Щавелевый суп                         |             | Восточная Европа                            | густой                               | Суп из щавеля, популярный в России, Польше, Украине. В некоторых рецептах заменяется шпинатом или лебедой. |
| Щи                                    |             | Россия                                      | густой                               | Разновидность заправочного супа, национальное русское блюдо. |
| Чаудер из морепродуктов               |             | Ирландия                                    | чаудер                               | Лосось, мидии, креветки и гребешки в сливочной основе. |
| Чупе                                  |             | Перу                                        | густой                               | Густой молочный суп с морепродуктами. |
| Чоппино                               |             | Сан-Франциско, Калифорния                   | рыбный                               | Тушёное рыбное ассорти с томатами и моллюсками (итало-американская кухня). |
| Харчо                                 |             | Грузия                                      | густой                               | Национальный грузинский суп из говядины с рисом на специальной кислой основе — сушёных слив-ткемали либо тклапи. Суп густой, очень пряный, острый, с обилием чеснока и местной зелени (в частности, уцхо-сунели). |
| Холодник                              |             | Литва                                       | холодный суп                         | Свёкла (иногда помидоры); популярен в восточной Европе. В Литве, как правило, делается в летний период в двух вариантах: горячем и холодном. Оба в основе содержат свёклу, но остальные ингредиенты могут разнится. |
| Ячменный суп                          |             | Древность                                   | густой                               | Ячмень, лук, куриный бульон |